# Total Annihilation
Pour les articles homonymes, voir Annihilation.
Total Annihilation (souvent abrégé TA) est un jeu vidéo de stratégie en temps réel développé par Cavedog Entertainment sous la direction de Chris Taylor et publié par GT Interactive le 30 septembre 1997. Il se déroule dans un univers de science-fiction et relate les affrontements entre deux factions, le Core et l’Arm, qui luttent pour le contrôle de la galaxie. Le jeu propose un gameplay dans la lignée de celui de Command and Conquer mais se distingue de son modèle sur plusieurs aspects, dont la diversité des unités et la gestion du relief, avec des terrains rendus en trois dimensions qui affectent les déplacements, la portée et la distance de vue des unités. Le concept du jeu est imaginé par Chris Taylor en 1995 lorsqu’il découvre Command and Conquer. Après avoir rencontré Ron Gilbert, il rejoint le studio Humongous Entertainment pour développer le jeu. Après le rachat de la société par GT Interactive en 1997, l’équipe de développement du jeu devient indépendante et est baptisée Cavedog Entertainment. À sa sortie, le jeu est encensé par la presse spécialisée et se voit décerner de nombreuses récompenses, dont le titre de jeu de l’année 1997 de la rédaction et des lecteurs du site GameSpot. Si les ventes du jeu n’ont pas été révélées par le studio, les spécialistes estiment qu’il se vend à plus de 500 000 exemplaires, ce qui en fait un des jeux de stratégie en temps réel les plus vendus de l’année. Rétrospectivement, il est considéré comme l‘un des premiers jeux de stratégie en temps réel, avec Dark Reign: The Future of War (1997), à bénéficier de terrains et d’unités en trois dimensions. Il est également crédité pour avoir fait franchir au genre un nouveau palier grâce aux nombreuses innovations de son interface. La sortie de StarCraft en 1998 donne lieu à une rivalité entre les deux jeux pour le titre de meilleur jeu de stratégie en temps réel de tous les temps.
Le jeu bénéficie de deux extensions officielles, développées par Cavedog Entertainment et publiées par Activision en 1998 :Total Annihilation: The Core Contingency et Total Annihilation: Battle Tactics. Il bénéficie également d’une suite, Total Annihilation: Kingdoms (1999), qui transpose son système de jeu dans un univers de fantasy.
En juillet 2013, lors de la procédure de faillite d'Atari, la franchise Total Annihilation est racheté par Wargaming.net.

## Trame
Total Annihilation met en scène, dans un futur très éloigné, deux factions ennemies, le Core et l’Arm, qui s’affrontent dans un combat millénaire pour la domination de la galaxie. Le Core était à l'origine une organisation ayant entrepris de coloniser le plus de planètes possibles pour le bien de l'humanité. Toutefois, afin de s'affranchir des limitations de l’être humain, il tenta un transfert massif de cerveaux dans des machines, suscitant ainsi un mouvement de rébellion nommé l’Arm. Au bout de quatre millénaires de combats, l’affrontement entre les deux organisations a dégénéré au point de ruiner les ressources de toute la galaxie après avoir détruit des millions de planètes. Au moment où débute le jeu, cette guerre ne peut plus avoir comme issue que l’annihilation totale du camp adverse. Sur cet argument minimaliste commence un combat sans merci.

## Système de jeu
Total Annihilation est un jeu de stratégie en temps réel dans la lignée de Warcraft II  et Command and Conquer : Alerte rouge. Comme dans ces derniers, le joueur doit collecter des ressources afin de construire des infrastructures qui lui permettent ensuite de fabriquer des unités robotisé pour combattre ses ennemis. Il se distingue néanmoins de ses prédécesseurs sur deux aspects : la gestion du relief et la diversité des unités. Les champs de bataille du jeu sont en effet réalisés en trois dimensions pré-rendues (avec un seul angle de vue) avec différents niveaux de reliefs qui affectent les déplacements, la portée et la distance de vue des unités. Ainsi, un véhicule lourd ralentit dans une montée, prend de la vitesse dans la descente et ne peut pas escalader les pentes les plus raides, au contraire de certaines unités spécialisée. Le relief constitue également un obstacle que seuls certains angles de tirs permettent de franchir. Il influence enfin le champ de vision des unités qui ne peuvent pas repérer les troupes ennemies cachées derrière une montagne.
Le joueur débute généralement une partie avec un robot de combat, le commandeur. Celui-ci dispose d’une arme puissante, mais de courte portée, et peut construire certains bâtiments, dont notamment ceux permettant de produire de l’énergie ou de collecter du métal,. Le joueur doit en effet gérer deux ressources, l’énergie et le métal, qui lui permettent de construire des bâtiments et des unités. L’énergie est produite par des bâtiments spécifiques : les éoliennes, les panneaux solaires ou les centrales. Avec son commandeur, le joueur peut de plus récupérer l’énergie d’organismes biologiques, comme les arbres, en les désintégrant. Le métal peut être collecté en construisant des mines sur des gisements disséminés sur la carte ou être produit à partir de l’énergie grâce à une structure spécifique, le convertisseur. Le commandeur peut de plus récupérer du métal en désintégrant les roches métalliques disséminées sur la carte ou en recyclant les carcasses des unités détruites au combat. Les unités sont construites dans des bâtiments spécifiques, comme les usines de robots, de véhicules terrestres, de navires ou d’avions. Ces usines produisent les unités une par une mais le joueur peut programmer la construction de plusieurs unités à la suite. Chaque usine existe en trois niveaux qui permettent de débloquer des unités de plus en plus puissantes. Seul le premier niveau de ces usines peut être construit par le commandeur. Pour les niveaux suivant, le joueur doit d’abord fabriquer une unité de construction plus performante dans une de ces usines, qui peut alors construire une usine de niveau supérieur. Ces unités spécialisées peuvent également construire les éoliennes, les panneaux solaires, les centrales, les mines et les silos de stockage ainsi que, suivant leur niveau, différents types de tourelles statiques de défenses et de radars.
Le jeu propose plus de 150 types d’unités différentes divisées en plusieurs catégories. Les robots ne constituent ni les unités les plus rapides, ni les plus puissantes, mais leur système de déplacement leur permet de franchir n’importe quel type de terrain et leur taille leur permet de se cacher plus facilement. Les véhicules terrestres disposent généralement d’une puissance de feu supérieure à celle des robots et sont plutôt rapides sur terrains plats, mais ils ont des difficultés à franchir les reliefs ou à traverser une rivière ou une forêt. L’aviation à l’avantage d’ignorer les problématiques liées au terrain mais se révèle très vulnérable, notamment face aux armes antiaériennes. Parmi les avions, les bombardiers sont particulièrement utiles pour détruire les bâtiments ou l’artillerie ennemie alors que les chasseurs sont plutôt destinés au harcèlement des troupes au sol et voués à la destruction des bombardiers. Les navires de guerre n’ont pas non plus la puissance de feu des unités terrestres, même s’ils sont plus solides que les avions. Ils permettent en revanche de porter des attaques sur les côtés, notamment avec leur artillerie ou leurs chars amphibies.

## Développement
En 1995, alors qu’il travaille comme programmeur de jeux vidéo de sport pour la société Distinctive Software (aujourd’hui connue sous le nom de EA Canada) à Vancouver, Chris Taylor découvre Command and Conquer et décide de développer un jeu de stratégie en temps réel dans la lignée de celui-ci, mais avec des unités et des terrains en trois dimensions. Pour le différencier de son modèle et des clones qui ne tardent pas à apparaitre, il souhaite également enrichir son gameplay en y incorporant une plus grande variété d’unité et des combats navals et aériens, en donnant au joueur le sentiment d’être personnellement impliqué sur le champ de bataille et en améliorant son intelligence artificielle. Il envisage alors de créer son propre studio de développement au Canada mais une de ses amies, Shelley Day, lui suggère de rencontrer un de ses associés, Ron Gilbert, au sein du studio Humongous Entertainment. Pour des raisons économiques, la société développe à l’époque des jeux d’aventures pour enfant mais lors de leur rencontre fin 1995, Chris Taylor parvient à convaincre Ron Gilbert de faire de son jeu de stratégie en temps réel le premier jeu grand public du studio. Ce dernier lui propose alors de quitter Vancouver pour venir à Seattle et commencer à travailler sur le projet. En décembre 1995, il commence ainsi à travailler pour Humongous Entertainment et programme une première démo destinée à expérimenter l’utilisation d’un terrain en 3D dans un jeu de stratégie en temps réel. Quelques mois plus tard, son moteur de jeu est fonctionnel et il recrute le premier membre de son équipe, Clayton Kauzlaric, en avril 1996 pour superviser la conception artistique du jeu. Ensemble, ils travaillent pendant neuf mois sur l’aspect visuel du jeu qui commence alors à prendre forme. En parallèle, l’équipe du projet s’agrandit petit à petit et ils créent les outils de développement du jeu pour faciliter le travail des développeurs. Réalisant qu’un moteur 3D ne sera pas suffisant en 1997 pour se distinguer des autres jeux de stratégie en temps réel de l’époque, Chris Taylor retravaille le concept du jeu. Il incorpore alors l’idée d’avoir deux factions, deux ressources (l’énergie et le métal) et une unité spéciale, le commandeur, que le joueur doit à tout prix protéger. Il ne souhaite cependant pas trop compliquer les choses et se tient à son objectif initial de proposer au joueur « un très grand bac à sable avec de nombreux jouets pour s’y amuser ». Sur le plan artistique, l’approche de Clayton Kauzlaric diffère également des précédents jeux du genre avec des unités plus réalistes qui se déplacent et s’animent en fonction de leur environnement.
En janvier 1997, Humongous Entertainment est racheté par GT Interactive et, enthousiasmé par Total Annihilation, l’éditeur offre son soutien financier pour agrandir l’équipe de développement avec pour objectif d’en faire le meilleur jeu de stratégie en temps réel de 1997. Afin de tenir l’objectif d’une sortie neuf mois plus tard, l’équipe grandit rapidement et compte bientôt trente personnes. Elle devient de plus une division indépendante d'Humongous Entertainment, qui est baptisée Cavedog Entertainment. Conformément à l’idée de Ron Gilbert de ne pas annoncer la sortie du jeu avant d’être certains de pouvoir tenir les délais, le développement est gardé secret jusqu’à l’été 1997 où il est présenté à la presse. Cela ne laisse cependant pas beaucoup de temps au studio pour mettre au point la campagne de promotion du jeu. Outre des publicités en pleine page, avec simplement une capture d'écran du jeu, dans plusieurs magazines spécialisés, le studio s’appuie sur deux idées innovantes – la création de captures d'écran animées et un outil permettant de visualiser les unités du jeu en ligne – qui leur permet de présenter au public les terrains et les unités en 3D du jeu. Le site web du studio devient de plus rapidement populaire grâce à l’implication de Chris Taylor et de Ron Gilbert qui répondent régulièrement aux questions des visiteurs.
Cavedog Entertainment termine Total Annihilation le 19 septembre 1997, soit quasiment à la date prévue, et le jeu est publié simultanément dans 14 pays et en trois langues. Le développement du jeu ne s’arrête pas pour autant. Ron Gilbert a en effet émis l’idée de mettre de nouvelles unités à disposition des joueurs chaque semaine sur Internet et en novembre, le studio publie ainsi sa première unité téléchargeable, un véhicule anti-aérien, qui est suivi en décembre d’un nouveau véhicule poseur de mines. Ces ajouts sont d’abord rendus possibles par la flexibilité du code source du jeu, conçu dès le départ pour permettre au développeur d’ajouter de nouveau contenu, en prévision notamment de la publication de quatre extensions. Ils le sont également par son système de jeu qui permet, contrairement à celui d’un jeu comme StarCraft, d’accueillir de nombreuses nouvelles unités sans pour autant modifier en profondeur l’équilibre entre les factions. Si publier de nouvelles unités à intervalle régulier se révèle plus difficile que prévu, ce contenu additionnel contribue, avec son mode multijoueur, au succès commercial du jeu qui s’impose comme une des surprises de l’année.

## Extensions

### Officielles
Total Annihilation bénéficie de deux extensions officielles, développées par Cavedog Entertainment et publiées par Activision en 1998.
La première – Total Annihilation: The Core Contingency – ajoute tout d'abord une nouvelle campagne pour chacune des factions, composée de douze missions qui retrace l'affrontement entre Arm et Core pour le contrôle d'un puissant robot, le Krogoth. Elle inclut également six nouveaux types d'environnement pour les champs de bataille, avec chacun des particularités. Ces environnements se voient de plus enrichis de différentes catastrophes naturelles, comme les tempêtes ou les tremblement de terre, et de nouvelles formes de vie locales comme les scorpions ou les serpents de mer. La principale nouveauté de l'extension est cependant l'ajout d'environ 70 nouvelles unités, dont certaines ont précédemment été distribuées sur Internet par les développeurs. Ces nouvelles unités marquent une inflexion du jeu vers les forces navales, au détriment des forces terrestres. Elles incluent entre-autres des véhicules amphibies supplémentaires et un nouveau type d'unité, les aéroglisseurs, qui peuvent combattre aussi bien sur terre que sur l'eau. Elle ajoute également un sous-marin de construction, capable de fabriquer des lance-torpilles statiques, des sonars et des bases d'hydravions. Du côté des unités terrestres, l'extension ajoute notamment des engins poseur de mines et des unités d'espionnage qui peuvent se camoufler,,.
La seconde – Total Annihilation: Battle Tactics –  se focalise sur le jeu en solo avec l'ajout de trois nouvelles campagnes pour chaque faction, qui font suite à celles de The Core Contingency. Elle n'ajoute par contre que quelques cartes supplémentaires et seulement quatre nouvelles unités avec pour chaque camp, un nouveau véhicule anti-aérien et un missile capable de neutraliser les troupes adverses.

### Communautaires
De nombreuses modifications gratuites ont été créées par une communauté de joueurs très active ; citons notamment Star-Wars TA, qui transpose l'univers de Star Wars dans le jeu, ou Absolute Annihilation, qui ajoute encore de nouvelles unités à l'armement. Des fans développent aussi leurs propres moteurs :
- une première équipe de développeurs a recréé totalement un moteur graphique pour Total Annihilation, nommé TA Spring, avec quelques modifications apportées au gameplay.
- une autre équipe de développeurs s'attelle actuellement à recréer totalement un moteur en vraie 3D pour Total Annihilation, nommé TA3D[19], réutilisant toutes les ressources du jeu et le portant sur plusieurs plateformes, celui-ci a pour but une compatibilité totale avec Total Annihilation. Ce projet a été initié en 2005 par un Français.

### TA Demo Recorder
Réalisée par la communauté Yankspankers (.se), TADEMO99b2 est l'extension la plus importante de Total Annihilation. Elle ne concerne pas de nouvelles unités, mais modifie le moteur de jeu pour lui apporter d'importantes innovations en multijoueur. Par exemple les demandes de construction d'unités par paquets de 100, les lignes automatiques de bâtiments, ou encore le dessin sur la carte des points stratégiques du camp ennemi. Il permet en outre d'enregistrer les parties multijoueur, et donc de les revoir et même en rejouer la fin. Si ce mode n'est plus développé, on trouve sur internet une version finale débuggée nommée TADR1.0.0.545 qui supprime les lags multijoueur.

## Accueil
| Total Annihilation    |      |         |
| Média                 | Pays | Notes   |
| Computer Gaming World | US   | 4.5/5   |
| Game Revolution       | US   | A-      |
| GameSpot              | US   | 93 %    |
| Gen4                  | FR   | 6/6     |
| Jeuxvideo.com         | FR   | 16/20   |
| Joystick              | FR   | 90 %    |
| Compilations de notes |      |         |
| Metacritic            | US   | 86 %    |
| GameRankings          | US   | 88,85 % |

Le jeu est en effet encensé par la presse spécialisée et se voit décerner plus de cinquante récompenses, dont le titre de jeu de l’année 1997 de la rédaction et des lecteurs du site GameSpot. Si les ventes du jeu n’ont pas été révélées par le studio, les spécialistes estiment qu’il se vend à plus de 500 000 exemplaires, ce qui en fait un des jeux de stratégie en temps réel les plus vendus de l’année.
Total Annihilation est considéré comme un des meilleurs jeux de stratégie en temps réel de tous les temps,. En 2004, il est toujours premier dans le top 10 des meilleurs jeux de stratégie de tous les temps selon GameSpy, laissant StarCraft en seconde place. Total annihilation est dans la liste des meilleurs jeux de tous les temps de GameSpot. Ce dernier précise que le jeu n'est pas aussi connu que Warcraft ou Command and Conquer, mais qu'il est de qualité supérieure à tous les autres jeux de stratégie temps réel à cette date.

## Postérité

### Impact sur le genre
Rétrospectivement, Total Annihilation est généralement crédité comme étant l‘un des premiers jeux de stratégie en temps réel, avec Dark Reign: The Future of War (1997), à bénéficier de terrains et d’unités en trois dimensions,. Il est également crédité par le journaliste Bruce Geryk du site GameSpot pour avoir fait franchir au genre un nouveau palier en donnant au joueur un niveau de contrôle sur ses unités comparable à celui offert par les jeux de stratégie au tour par tour. Il note en effet que l’interface du jeu bénéficie de plusieurs innovations qui résolvent un des problèmes inhérent du genre qu’est la nécessité de devoir constamment donner de nouveaux ordres aux unités . Il cite notamment la possibilité qu’il offre d’assigner aux unités et aux infrastructures une série d’ordres, qu’elles exécutent ensuite l’un après l’autre, ou de définir le comportement des unités afin d’anticiper leur réaction face à différentes situations. Il juge ainsi que Total Annihilation permet au joueur d’élaborer plus facilement des stratégies complexes, sans être limités par les contraintes d’interfaces présentes dans les précédents jeux du genre. De son côté, le journaliste Richard Moss du site Ars Technica souligne rétrospectivement l’équilibre de son système de jeu. Il note en effet qu’il nécessite en permanence d’équilibrer la production et la consommation d’énergie afin de s’assurer que les installations ou les unités ne tombent pas en panne, tout en évitant de tomber dans l’excès inverse. Il ajoute que cette notion d’équilibre se retrouve également dans les caractéristiques de ses différentes unités, chacune d’elles ayant généralement un point faible qui peut être exploité.
Après la sortie de StarCraft en 1998, la comparaison entre celui-ci et Total Annihilation donne lieu à de nombreuses polémiques sur le web visant à déterminer lequel des deux est le meilleur jeu de stratégie en temps réel jamais sorti. Ce débat continue dans les années qui suivent et pour Bruce Geryk, celui-ci témoigne de la différence de manière dont les deux jeux abordent le genre. Il juge ainsi que si Total Annihilation définit le standard du genre sur le plan technique, StarCraft représente son équivalent sur le plan artistique.

### Suites
Surfant sur le succès de Total Annihilation, Cavedog Entertainment développe deux extensions, Total Annihilation: The Core Contingency et Total Annihilation: The Battle Tactics, qui sont publiées par GT Interactive en 1998. Peu avant la sortie de la première, Chris Taylor et d’autres employés du studio quittent cependant la société pour fonder leur propre studio de développement, Gas Powered Games, en mai 1998,. Cavedog Entertainment continue néanmoins de surfer sur le succès de Total Annihilation et développe un nouveau jeu de stratégie en temps réel qui s’appuie sur le même moteur de jeu mais qui transpose le jeu dans un univers de fantasy. Baptisé Total Annihilation: Kingdoms, celui-ci est publié en 1999. Il ne rencontre cependant pas le succès critique et commercial de son prédécesseur et, après la sortie de l’extension The Iron Plague en mars 2000, le studio doit finalement fermer ses portes après avoir annulé un à un ses autres projets de jeu vidéo.
De son côté, le studio Gas Powered Games de Chris Taylor développe le jeu vidéo de rôle Dungeon Siege (2002) puis sa suite Dungeon Siege II (2005). Le studio annonce alors le développement d’un nouveau jeu de stratégie en temps réel, Supreme Commander, qui est publié en 2007 et est généralement considéré comme le successeur spirituel de Total Annihilation. Celui-ci bénéficie d’une extension, Supreme Commander: Forged Alliance (2007) et d’une suite Supreme Commander 2 (2010).
Une partie de l’équipe ayant travaillé sur le développement de Total Annihilation et de Supreme Commander lance en 2012 le développement d’un nouveau jeu de stratégie en temps réel grâce à une campagne de financement sur Kickstarter. Celle-ci se révèle être un succès et permet aux développeurs de récolter plus de 2 millions de dollars, soit bien plus que leur objectif initial de 900 000 dollars. Baptisé Planetary Annihilation, le jeu est publié en 2014 mais ne rencontre pas le succès escompté.

## Récompenses
- GameSpy (2004) : meilleur jeu de stratégie de tous les temps (liste du top 10)
- PC Games (1998) : meilleur jeu de tous les temps
- PC Gamer : meilleur jeu de stratégie de tous les temps aux Gamer's Choice Award
- Electric Playground (1998) : meilleur jeu de stratégie aux Blister Award Winner
- GameSpot (1997) : jeu de l'année
- GameSpot (1997) : meilleur jeu de stratégie de 1997
- GameSpot (1997) : meilleur jeu multijoueurs de 1997
- GameSpot (1997) : meilleure musique de jeu vidéo de 1997
- GameSpot : Inclus dans la liste « Greatest Games of All Time »
- GameSpot Reader's Choice Awards (1997) : jeu de l'année 1997
- GameSpot Reader's Choice Awards (1997) : meilleur jeu de stratégie 1997
- Happy Puppy's Golden Fire Hydrant Award (1997) : meilleur jeu de guerre
- PC Guru Magazine (Hongrie) (1997) : meilleur jeu de stratégie
- Best RTS Game, GAME.EXE Magazine, Russia 1998
- Best Game of the Year 1997, PC Soulces, France
- Silver Trophy Award, PC Magazine Loisirs, France
- Top Game Award for Five Consecutive Months, PC Jeux France
- Best RTS Game 1997, Reader's Choice Award, PC Gamer Online
- Best Real-Time Strategy Game 1997, The Adrenaline Vault
- Best Strategy Game 1997, Reader's Award, Games Domain
- 1997 Game of the Year, CompuNews
- 1997 Best Sound/Music, GamePen
- Best Strategy Game of 1997, Gamezilla.com
- Game of the Year, Game Review Central
- Best Real-Time Strategy Game of 1997, Ultra Game Players Magazine
- CG Choice Award, Computer Gaming World, 1998
- Best of the Best A+ Award, PC Games 1998
- Family PC Tested-Recommended, Family PC 1998
- Stamp of Approval, Computer Games Strategy Plus
- Editor's Choice Award 1997, Online Gaming Review
- Special Achievement in Music 1997, Online Gaming Review
- Best Game of the Year 1997, Honorable Mention, Online Gaming Review
- Best Game of 1997, Reader's Knockout Poll Award, Games Domain Review
- Best PC Game of 1997, Video Games Palace
- Gaming Product of the Year 1997, MeccaWorld
- Best Strategy Game of 1997, Gamesmania
- Gold Player Top-Rated 5 Star Award, PC Games Germany
- Gold Award, PC Action Germany
- Top Rated 5 Star Award 1997, PC Gaming World Royaume-Uni
- Platin Award, PC Power
- Innovation in Gaming Award 1997, PC Review
- Editor's Choice Award, Game Worlds Network
- Editor's Choice Award, Gaming Age
- Editor's Choice Award 1997, All About Games
- Awesome! Award 1997, Game Briefs
- Killer Game Award 1997, The Cheater's Guild
- OGR Preferred Award, Online Gaming Review
- X-Picks Dazzler for 1997, Gamecenter
- Hot! 4 Star Award, GAMERZedge
- Hands-On Award, PC GamePro
- Editor's Pick Award 1997, GameSpot
- Buy Now! Award, San Francisco Guardian Plug & Play
- Star Player Award, Games Machine
- GamePower's 4-Lightning Bolt Award 1997
- GamePen's Best of E3 Award 1997
- Top 12 Games of Autumn, PC Games Europe
- Hot Property Award 1997, MeccaWorld

## Équipe de développement
- Chef de projet, design, programmation : Chris Taylor
- Direction artistique : Clayton Kauzlaric
- Producteur assistant : Jacob McMahon
- Programmation : Jonathan Mavor, Jeff Petkau, Brian W. Brown
- Additional Design : Ron Gilbert, Jacob McMahon, Richard W. Smith
- Composition musicale : Jeremy Soule
- Producteur : Ron Gilbert
- Lead Mission Design : Nathan Doster
- Movie Supervisor : Kevin Pun
- Production : Lawton Watkins
- Écriture : David Grossman